# 1ПН93
1ПН93 «Малыш» (укр. 1ПН93 «Малюк») — серія російських нічних прицілів, призначених для спостереження за полем бою і ведення прицільної стрільби в умовах поганої видимості. Серія розроблена в 1990-х роках у ЦКЛ «Точприлад» та виробляється Новосибірським приладобудівним заводом (м. Новосибірськ). Конструктивною особливістю прицілів є модульна схема, яка дозволила мінімізувати витрати на розгортання виробництва різного виду прицілів для широкої номенклатури стрілецької зброї.

## Конструкція
У конструкції прицілу передбачені шкали бічних поправок, далекомірна сітка, механізми вивіряння, регулювання яскравості та автоматичний захист від засвічення. Приціл монтується на стандартне для російської стрілецької зброї кріплення з бічною планкою.

## Варіанти
- 1ПН93-1 для АК74Н, АК74М, АК-101, АК-102[en], АК-105, АК-107, АК-108, АН-94, АС, ВСС
- 1ПН93-2 для АК74Н, АК74М, АК-101, АК-102[en], АК-105, АК-107, АК-108, АН-94, РПГ-7В
- 1ПН93-3 для ПКМ та СВД
- 1ПН93-4 для СВД та СВДС.

## Характеристики серії

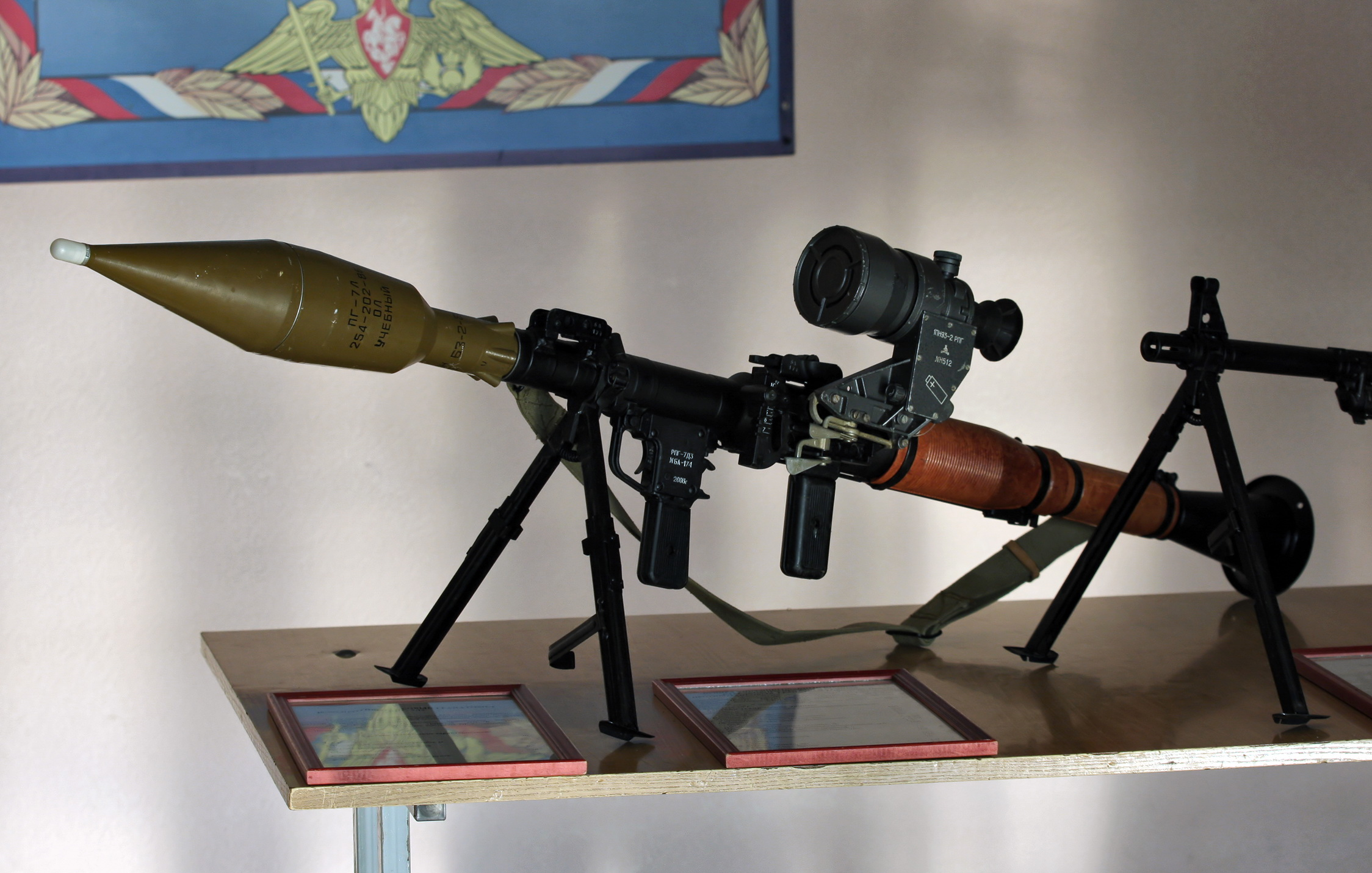
Десантний гранатомет РПГ-7Д3 з нічним прицілом 1PN93-2

| Тип прибора                    | 1ПН93-1    | 1ПН93-2    | 1ПН93-3     | 1ПН93-4    |
| ------------------------------ | ---------- | ---------- | ----------- | ---------- |
| Покоління ЕОП                  | 2+         | 2+         | 2+          | 3          |
| Видиме збільшення, крат        | 4          | 4          | 5           | 3,7        |
| Кут огляду, град               | 6          | 6,3        | 6           | 10         |
| Дальність розпізнавання, м     | 350        | 400        | 500         | 600        |
| Віддалення вихідної зіниці, мм | 50         | 50         | 50          | 50         |
| Напруга живлення, В            | 1,5        | 1,5        | 1,5         | 1,5        |
| Час роботи, год                | 10         | 10         | 10          | 10         |
| Габаритні розміри, мм          | 207×79×176 | 220×90×193 | 226×100×198 | 250×190×81 |
| Маса, кг                       | 1,0        | 1,2        | 1,5         | 1,3        |

Джерело живлення: стандартний елемент АА або акумулятор НЛЦ-0,9
Температурний діапазон застосування — -50 °C / +50 °C при вологості повітря до 100 %.

## Бойове використання

### Російсько-українська війна
2016 року на території окупованого Росією Донбасу був помічений російський снайпер з гвинтівкою СВДМ і нічним прицілом 1ПН93-4.

### Російське вторгнення в Україну
Головне управління розвідки Міністерства оборони України, після знищення колони Росгвардії поблизу селища Димер, Київської області, виявлило, що перед вторгненням до України військовослужбовцям 748 окремого батальйону оперативного призначення військ Росгвардії (м. Хабаровськ) були видані, зокрема, нічні приціли 1ПН93-1 для АК-74 і АС, 1ПН93-2 для АК-74 та 1ПН93-3 для СВД.